# 奧福塔似裸綿鳚
奧福塔似裸綿鳚（学名：Gymnelopsis ochotensis）為輻鰭魚綱鱸形目绵鳚亞目绵鳚科的其中一種，分布於西北太平洋的鄂霍次克海海域，屬底棲性魚類，棲息深度在水深85至780公尺，體長可達25.2公分，生活習性不明。